# Dekarboksilacija
Dekarboksilacija je hemijska reakcija kojom se uklanja karboksilna grupa i oslobađa ugljen-dioksid ({\displaystyle {\ce {CO2}}}). Dekarboksilacija se obično odnosi na reakcije karboksilnih kiselina kojima se uklanja atom ugljenika iz ugljeničnog lanca. Reverzni proces, koji je prvi korak u fotosintezi, se naziva karboksilacija, adicija {\displaystyle {\ce {CO2}}} u jedinjenje. Enzimi koji katalizuju dekarboksilaciju se nazivaju dekarboksilazama ili formalnije karboksi-lijaze (EC broj 4.1.1).

## U organskoj hemiji
Termin „dekarboksilacija” doslovno znači uklanjanje karboksilne grupe ({\displaystyle {\ce {-COOH}}}) i njena zamena atomom vodonika. Termin se odnosi na stanja reaktanta i produkata. Dekarboksilacija je jedna od najstarijih poznatih organskih reakcija, jer često podrazumeva jednostavnu pirolizu, i isparljive produkte destilovane iz reaktora. Zagrevanje je neophodno, jer je reakcija manje povoljna na niskim temperaturama. Prinosi su veoma senzitivni na reakcione uslove. Pri retrosintezi, reakcije dekarboksilacije se mogu smatrati suprotnim reakcijama homologacije, u smislu da lanac postaje kraći za jedan ugljenik. Metali, a posebno jedinjenja bakra, su obično neophodni. Takve reakcije se odvijaju putem formiranja intermedijernih metalno karboksilatnih kompleksa.
Dekarboksilacija arilnih karboksilata može da proizvede ekvivalent korespondirajućeg arilnog anjona, koji zatim podleže reakcijama unakrsnog uparivanja.
Alkanoinske kiseline i njihove soli ne podležu uvek lakoj dekarboksilaciji. Izuzeci su dekarboksilacija beta-ketokiselina, α,β-nezasićenih kiselina, i α-fenil, α-nitro, i α-cijanokiselina. Takve reakcije su ubrzane usled formiranja cviterjonskih tautomera u kojima je karbonil protonovan, a karboksilna grupa je deprotonovana. Tipično masne kiseline se ne dekarboksiluju lako. Reaktivnost kiseline u pogledu dekarboksilacije zavisi od stabilnosti karbanjonskog intermedijera koji se formira prema reakcionom mehanizmu.
Mnoge reakcije su bile imenovane po ranim istraživačima u organskoj hemiji. Bartonova dekarboksilacija, Kolbeoba elektroliza, Kočiova reakcija i Hansdikerova reakcija su radikalne reakcije. Krapčova dekarboksilacija je srodna dekarboksilacija estra. U ketonskoj dekarboksilaciji karboksilna kiselina se konvertuje u keton.

### Hidrodekarboksilacija
Hidrodekarboksilacija obuhvata konverziju karboksilne kiseline u korespondirajući ugljovodonik. To je konceptualno isto kao i generalniji termin „dekarboksilacija” kao što je gore definisan, u smislu da dolazi do zamene karboksilne grupe vodonikom. Ovaj tip reakcije se posebno često javlja pri sintezi malonskog estra i Knoevangelovim kondenzacijama. Reakcija obuhvata konjugovanu bazu karboksilne grupe, karboskilatni jon, i nezasićeni receptor elektronske gustine, kao što je protonovana karbonilna grupa. U slučajevima gde je za odvijanje reakcije neophodno zagrevanje karboksilne kiseline sa koncentrovanom hlorovodoničnom kiselinom, ovakva direktna ruta nije moguća, jer bi se formirao protonovani ugljen-dioksid. U tim slučajevima, reakcija se verovatno odvija putem inicijalne adicije vode i protona.

## U biohemiji
Česte biosintetičke oksidativne dekarboksilacije aminokiselina do amina su: 
- triptofan do triptamina
- fenilalanin do feniletilamina
- tirozin do tiramina
- histidin do histamina
- serin do etanolamina
- glutaminska kiselina do GABA
- lizin do kadaverina
- arginin do agmatina
- ornitin do putrescina
- 5-HTP do serotonina
- L-DOPA do dopamina

Druge reakcije dekarboksilacije iz ciklusa limunske kiseline su: 
- piruvat do acetil-KoA (pogledajte piruvatnu dekarboksilaciju)
- oksalosukcinat do α-ketoglutarata
- α-ketoglutarate do sukcinil-KoA.